# Lovro Dobričević
Lovro Marinov Dobričević (Kotor, oko 1420. – Dubrovnik, 1478.) bio je hrvatski slikar. U izvorima na talijanskom jeziku spominje se pod imenom Lorenzo Bon i Lorenzo di Marino.

## Životopis
Rodio se u Kotoru oko 1420. godine. Radio je kao naučnik u Veneciji. Družio se s venecijanskim slikarom Micheleom Giambonom. Vratio se u rodni Kotor i otvorio slikarsku radionicu. Zajedno s Matkom Junčićem, izradio je poliptih za glavni oltar dominikanske crkve u Dubrovniku 1448. na kojem je prikazano Krštenje Isusovo. 1452. je oslikao prezbiterij, gdje je naslikao Škrpjelsku Gospu. Naslikao ju je tehnikom tempere na cedrovoj dasci.
Naslikao je oltarnu sliku za dubrovačke franjevce 1455. godine, koju je naručila obitelj Đurđević. Sačuvan je samo mali dio. U Perastu u Boki kotorskoj za crkvu Gospe od Škrpjela naslikao je "Bogorodicu s djetetom" 1456. godine. Sljedeće godine preselio se u Dubrovnik i otvorio radionicu u kojoj je radila i njegova supruga. Radio je slike za crkvu sv. Petra i samostan svete Klare u Dubrovniku, za franjevce u Slanom 1461. godine i za bosanske franjevce. Od 1465. do 1466. godine, oslikao je glavni oltar crkve sv. Marije na Dančama u renesansnom stilu. Taj poliptih je jedan od najljepših u Dubrovniku. Završio je oltarnu sliku crkve sv. Marije u Rožatu u Rijeci dubrovačkoj 1469. godine. Sa Stjepanom Zornelićem naslikao je veliku oltarnu sliku u crkvi sv. Sebastijana u Dubrovniku, a od 1473. do 1477. sa Zornelićem i Božidarom Vlatkovićem, ocem slikara Nikole Božidarevića, naslikao je "Rođenje Krista" za crkvu sv. Petra. S Vlatkovićem je radio i gornji dio poliptiha u crkvi sv. Vlaha. Tijekom svog života, proširio je svoje ideje i tehnike i na ostale umjetnike. Ostvario je vrhunska djela gotičke i renesansne umjetnosti. Njegova dva sina Marin i Vicko Lovrin također su bili slikari. Lovro Dobričević umro je 1478. godine. je bio hrvatski slikar quattrocenta, iz Kotora. Školovao se u Mletcima.

## Vanjske poveznice
- Naša Gospa br. 41/2009. - list katedralne župe - Dubrovnik  Arhivirana inačica izvorne stranice od 2. studenoga 2012. (Wayback Machine) str. 9; Budrovićev je prepjev Božićne posljednice na str. 6